# Pseudojana roepkei
Pseudojana roepkei is een vlinder uit de familie van de Eupterotidae. De wetenschappelijke naam van de soort is voor het eerst geldig gepubliceerd in 1948 door Nieuwenhuis..